# Dollrottfeld
Dollrottfeld (tiếng Đan Mạch: Dollerødmark) là một đô thị thuộc huyện Schleswig-Flensburg, bang Schleswig-Holstein, Đức.